# Lloyd LP 250
La Lloyd LP 250 era una vettura di piccole dimensioni prodotta dalla Hansa-Lloyd di Brema. La LP 250 venne presentata nel 1956 e posta in vendita a partire dal 1957.

## Caratteristiche
La carrozzeria e la parte meccanica derivavano da quella della Lloyd LP 400. La differenza principale era costituita dalla cilindrata del motore bicilidrico a due tempi che era stata ridotta a 250 cm³. Con questa cilindrata il motore produceva una potenza di 11 CV (8 kW) a 5.000 giri al minuto contro i 13 CV (9.8 kW) della versione a 400 cc della LP 400.
La LP 250 divenne conosciuta in Germania come Prüfungsangst-Auto (Auto per un esame di guida a prova d'ansia) perché all'epoca la patente per le vettura che avevano una cilindrata inferiore ai 250 cc ricadeva nella più facile categoria 4 rispetto a quella delle vettura con i motori di più grande cubatura.
All'epoca della presentazione, avvenuta nell'estate del 1956, la vettura mancava di alcune caratteristiche di lusso che erano invece presenti sulla LP 400. Sulla LP 250 in versione base non erano montati i coprimozzi, i paraurti e lo schienale del sedile posteriore, che però venivano offerti come optional. Il prezzo di vendita al quale veniva proposta la vettura era di soli 2.980 marchi dell'epoca. Venne anche realizzata una versione più accessoriata, la LP 250V, che a partire dall'aprile del 1957 sostituì la LP 250 Base. Questo nuovo modello era venduto al prezzo di 3.350 marchi, lo stesso prezzo della più potente LP 400. In totale sono state prodotte 3.768 LP 250.